# 基兰杜尔
基兰杜尔（Kirandul），是印度恰蒂斯加尔邦Dantewada县的一个城镇。总人口19053（2001年）。

## 人口
该地2001年总人口19053人，其中男性9928人，女性9125人；0—6岁人口2177人，其中男1093人，女1084人；识字率72.46%，其中男性为80.21%，女性为64.03%。